# Soucy (Yonne)
Soucy ist eine französische Gemeinde mit 1.546 Einwohnern (Stand: 1. Januar 2022) im Département Yonne in der Region Bourgogne-Franche-Comté. Sie gehört zum Arrondissement Sens und zum Kanton Thorigny-sur-Oreuse.

## Geographie
Soucy liegt etwa sechs Kilometer nordnordöstlich von Sens. Umgeben wird Soucy von den Nachbargemeinden La Chapelle-sur-Oreuse im Norden und Nordwesten, Thorigny-sur-Oreuse im Nordosten, Voisines im Osten, Saligny im Süden und Südosten, Saint-Clément im Süden und Südwesten, Saint-Denis-lès-Sens im Westen und Südwesten sowie Cuy im Westen.
Durch die Gemeinde führt die Autoroute A5.

## Geschichte
Als Sauciacus wurde die Gemeinde bereits im 6. Jahrhundert erwähnt.

### Bevölkerungsentwicklung
| 1962                       | 1968 | 1975 | 1982 | 1990 | 1999 | 2006 | 2018 |
| -------------------------- | ---- | ---- | ---- | ---- | ---- | ---- | ---- |
| 601                        | 598  | 807  | 1187 | 1316 | 1339 | 1346 | 1593 |
| Quellen: Cassini und INSEE |      |      |      |      |      |      |      |

## Sehenswürdigkeiten
- Kirche Saint-Étienne aus dem 15. Jahrhundert
- Schloss Monthard, Ende des 16. Jahrhunderts erbaut
- Aquädukt von Vanne
- Waschhaus

## Persönlichkeiten
- Jean Cousin der Ältere (um 1490–1560/61), Maler
- Louis Page (1905–1990), Kameramann

## Gemeindepartnerschaft
Mit der deutschen Gemeinde Göcklingen in Rheinland-Pfalz besteht seit 2006 eine Partnerschaft.